# آلکس ایبرت
آلکس ایبرت (انگلیسی: Alex Ebert؛ زادهٔ ۱۲ مهٔ ۱۹۷۸) یک موسیقی‌دان اهل ایالات متحده آمریکا است. وی از سال ۱۹۹۷ میلادی تاکنون مشغول فعالیت بوده‌است.